# Frauenkirchen
Frauenkirchen (ungarisch Boldog-Asszon, Boldog-Asszony, Fertőboldog-Asszony; kroatisch Svetica za Jezerom) ist eine Stadt im Bezirk Neusiedl am See im Burgenland mit 2963 Einwohnern (Stand 1. Jänner 2025), von denen mehr als 7 % der Volksgruppe der Burgenland-Ungarn angehören.

## Geografie
Frauenkirchen liegt im Seewinkel zwischen dem Neusiedler See und der ungarischen Grenze. Die Gemeinde hat eine Fläche von 31,95 Quadratkilometer. Davon werden mehr als achtzig Prozent landwirtschaftlich genutzt.

Nachbargemeinden:
| Gols       | Mönchhof                                    | Halbturn               |
| Podersdorf | Kompassrose, die auf Nachbargemeinden zeigt |                        |
| Apetlon    |                                             | Sankt Andrä am Zicksee |

## Geschichte

Aufnahmeblatt für die Franzisco-Josephinische Landesaufnahme; Frauenkirchen: oben links.

Erstmals urkundlich erwähnt wurde der Ort im Königreich Ungarn als Szent Maria im Jahr 1324. 1529 (Erste Wiener Türkenbelagerung) und 1683 (Zweite Wiener Türkenbelagerung) wurden das Dorf und die Kirche von den Osmanen zerstört. Der Wiederaufbau erfolgte unter dem Grundherrn Paul I. Esterhazy, einem der größten Grundbesitzer Altungarns.
Um die von 1695 bis 1702 errichtete Basilika und das Franziskanerkloster entwickelte sich der überwiegend von Deutschsprachigen bewohnte Ort ab dem Ende des 17. Jahrhunderts allmählich zu einem regionalen Handelszentrum. Seit 1897 ist Frauenkirchen mit der Neusiedler Seebahn an das österreichisch-ungarische Eisenbahnnetz angeschlossen.
Von 1898 an musste aufgrund der Magyarisierungspolitik der Regierung in Budapest der ungarische Ortsname Fertőboldogasszony bzw. Boldogasszony verwendet werden (Fertő-tó = Neusiedler See, fertő = Sumpf).
Nach dem Ende des Ersten Weltkriegs wurde Frauenkirchen nach zähen Verhandlungen wie ganz Deutsch-Westungarn in den Verträgen von St. Germain und Trianon 1919 bzw. 1920 Österreich zugesprochen. Der Ort gehört daher seit 1921 zum neu gegründeten österreichischen Bundesland Burgenland (siehe auch Geschichte des Burgenlandes). Frauenkirchen wurde 1982 zur Stadtgemeinde erhoben.
Der Kriegsgefangenenfriedhof in Frauenkirchen im Burgenland (auch Serbenfriedhof) beinhaltet Gräber von Kriegsgefangenen des Ersten Weltkrieges. Im Kriegsgefangenenlager waren bis zu 30.000 Gefangene, vorwiegend aus Serbien, Russland und Italien interniert. Wegen der katastrophalen hygienischen Situation kam es im Winter 1914/1915 zu einer Flecktyphusepidemie. Anfang 1919 wurde das verwaiste Lager von der Bevölkerung geplündert.

### Jüdische Gemeinde Frauenkirchen

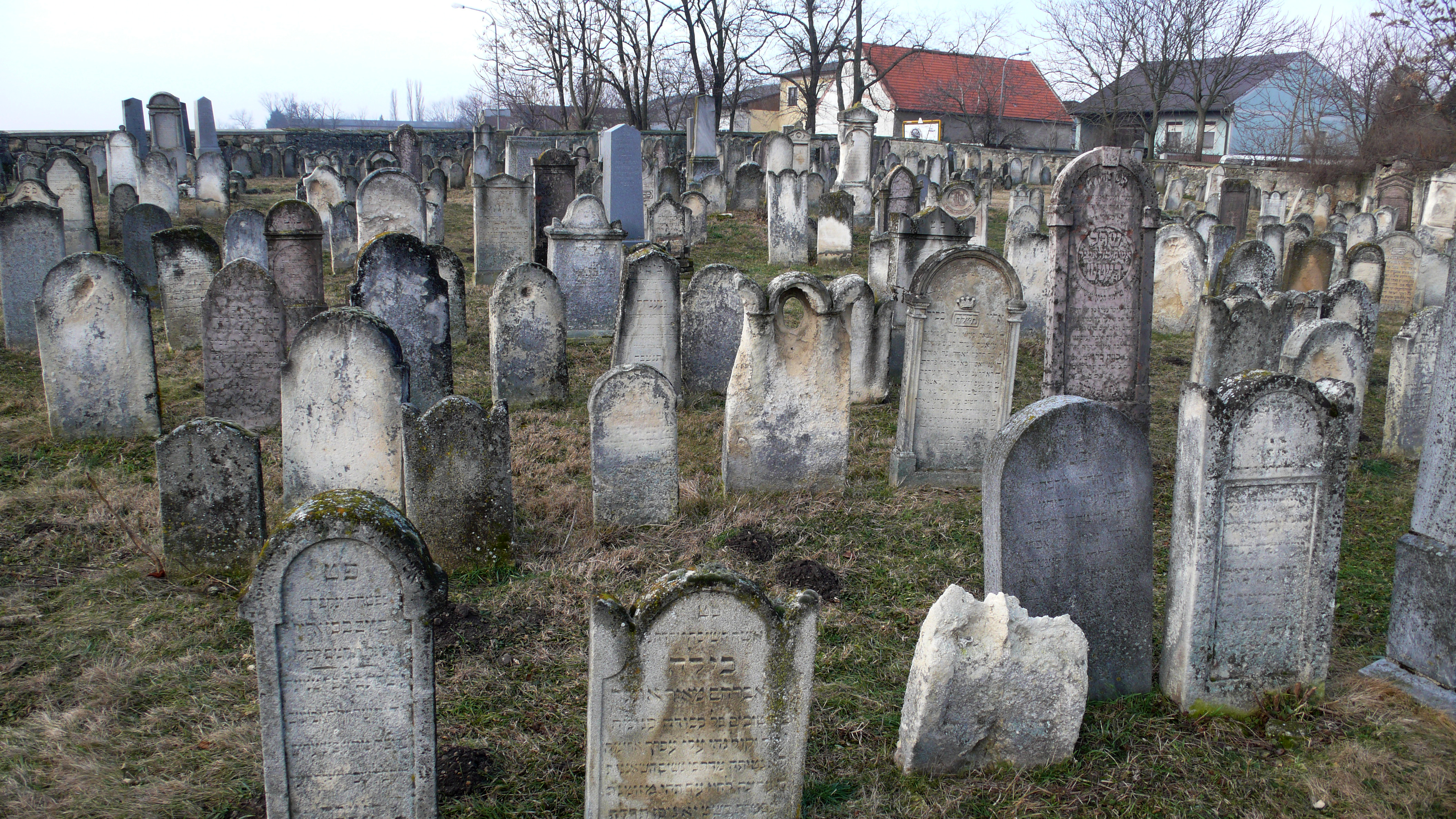
Jüdischer Friedhof Frauenkirchen

1678 erlaubte Graf Paul I. Esterhazy den Mönchhofer Juden, die von Husaren überfallen und ausgeplündert und vom Abt des Stiftes Heiligenkreuz des Ortes verwiesen worden waren, die Ansiedlung in Frauenkirchen. 1876 erreichte die Jüdische Gemeinde in Frauenkirchen mit 864 Juden ihren Höhepunkt. Dies entsprach etwa einem Drittel der gesamten Einwohnerschaft. Der Ort gehörte zu den jüdischen Siebengemeinden im Burgenland.
Nach dem „Anschluss Österreichs“ an das nationalsozialistische Deutschland im März 1938 wurde in Frauenkirchen ein provisorisches Anhaltelager eingerichtet, in das etwa 400 Juden des Seewinkels unter Zwang verbracht wurden. Im April 1938 wurden die meisten dieser Juden über die ungarische Grenze abgeschoben und in der Folge die Jüdische Gemeinde vernichtet. Die Synagoge wurde 1939 demoliert, der Jüdische Friedhof ist erhalten.
1938 lebten in Frauenkirchen rund 350 Juden, ein Drittel von ihnen überlebte die Nazi-Herrschaft nicht. Ihre Häuser wurden durch die Nazis geschleift, berichtete der ORF Burgenland. Am 31. Mai 2016 wurde an der Stelle der ehemaligen Synagoge die Gedenkstätte „Garten der Erinnerung“ eröffnet. Zu sehen sind drei Tafeln mit den Nachnamen der einstigen jüdischen Familien von Frauenkirchen, ergrabene Mauerreste der Synagoge und die Skulptur einer Thorarolle.

### Bevölkerungsentwicklung
| Frauenkirchen: Einwohnerzahlen von 1869 bis 2025    | Frauenkirchen: Einwohnerzahlen von 1869 bis 2025 | Frauenkirchen: Einwohnerzahlen von 1869 bis 2025 | Frauenkirchen: Einwohnerzahlen von 1869 bis 2025 | Frauenkirchen: Einwohnerzahlen von 1869 bis 2025 |
| --------------------------------------------------- | ------------------------------------------------ | ------------------------------------------------ | ------------------------------------------------ | ------------------------------------------------ |
| Jahr                                                |                                                  |                                                  |                                                  | Einwohner                                        |
| 1869                                                | 1869                                             |                                                  | 2.571                                            | 2.571                                            |
| 1880                                                | 1880                                             |                                                  | 2.902                                            | 2.902                                            |
| 1890                                                | 1890                                             |                                                  | 2.769                                            | 2.769                                            |
| 1900                                                | 1900                                             |                                                  | 2.829                                            | 2.829                                            |
| 1910                                                | 1910                                             |                                                  | 2.732                                            | 2.732                                            |
| 1923                                                | 1923                                             |                                                  | 2.849                                            | 2.849                                            |
| 1934                                                | 1934                                             |                                                  | 3.311                                            | 3.311                                            |
| 1939                                                | 1939                                             |                                                  | 2.850                                            | 2.850                                            |
| 1951                                                | 1951                                             |                                                  | 2.979                                            | 2.979                                            |
| 1961                                                | 1961                                             |                                                  | 2.812                                            | 2.812                                            |
| 1971                                                | 1971                                             |                                                  | 2.749                                            | 2.749                                            |
| 1981                                                | 1981                                             |                                                  | 2.668                                            | 2.668                                            |
| 1991                                                | 1991                                             |                                                  | 2.634                                            | 2.634                                            |
| 2001                                                | 2001                                             |                                                  | 2.856                                            | 2.856                                            |
| 2011                                                | 2011                                             |                                                  | 2.836                                            | 2.836                                            |
| 2021                                                | 2021                                             |                                                  | 2.859                                            | 2.859                                            |
| 2025                                                | 2025                                             |                                                  | 2.963                                            | 2.963                                            |
| Quelle(n): Statistik Austria, Gebietsstand 1.1.2021 |                                                  |                                                  |                                                  |                                                  |

Die zweite Hälfte des 19. Jahrhunderts brachte einen starken Bevölkerungszuwachs. Die Bevölkerung stieg von 1791 im Jahr 1833 auf 2902 im Jahr 1880. Wesentliche Ursache dafür war der Großgrundbesitz, der mit der Erbauung von Gutswirtschaften eine Umstrukturierung bzw. Spezialisierung auf intensiven Feldbau und Milchwirtschaft in dieser Region herbeiführte. Dadurch war auch ein hoher Bedarf an Arbeitskräften erforderlich, der primär durch auswärtige Arbeitskräfte (vorwiegend aus dem Raum Kapuvár und Ostungarn) abgedeckt wurde, die auch in den Meierhöfen wohnten. Deren Ansiedlung fand auch in der sprachlichen Gliederung der Bevölkerung ihren Niederschlag. So war in den Jahren 1900 und 1910 rund ein Viertel der Bevölkerung von Frauenkirchen ungarischsprachig (24,1 % bzw. 27,7 %), während bei der Volkszählung von 1833 die Bevölkerung als deutschsprachig galt. Es wurde sogar notwendig auf dem Paulahof eine eigene Schule (mit ungarischer Unterrichtssprache) einzurichten, die von 1905 bis 1959 bestand. Nach dem Zweiten Weltkrieg führten neue Umstrukturierungen in der Landwirtschaft (Umstellung von Milchwirtschaft auf intensiven Feldbau verbunden mit Motorisierung und Mechanisierung) nun zu Absiedlungswellen von den Meierhöfen. Durch die Ansiedlung von ehemaligen Meierhofarbeitern als selbständige Bauern bzw. den Zuzug einer Gruppe von pensionierten Meierhofarbeitern entstand im Ort eine kleine ungarischsprachige Sprachinsel, zu der sich 2001 rund 7 % der Bevölkerung zählten.

## Kultur und Sehenswürdigkeiten
- Die Basilika Frauenkirchen macht die Stadtgemeinde zu einem Wallfahrtsort.
- Das Franziskanerkloster Frauenkirchen ist nördlich an die Basilika angebaut.
- Ein Kalvarienberg als Bauwerk steht auf dem Kirchenplatz im Süden der Basilika.
- Jüdischer Friedhof Frauenkirchen
- Garten der Erinnerung
- Schüttkasten Frauenkirchen
- Kriegsgefangenenfriedhof Frauenkirchen

## Wirtschaft und Infrastruktur

### Verkehr

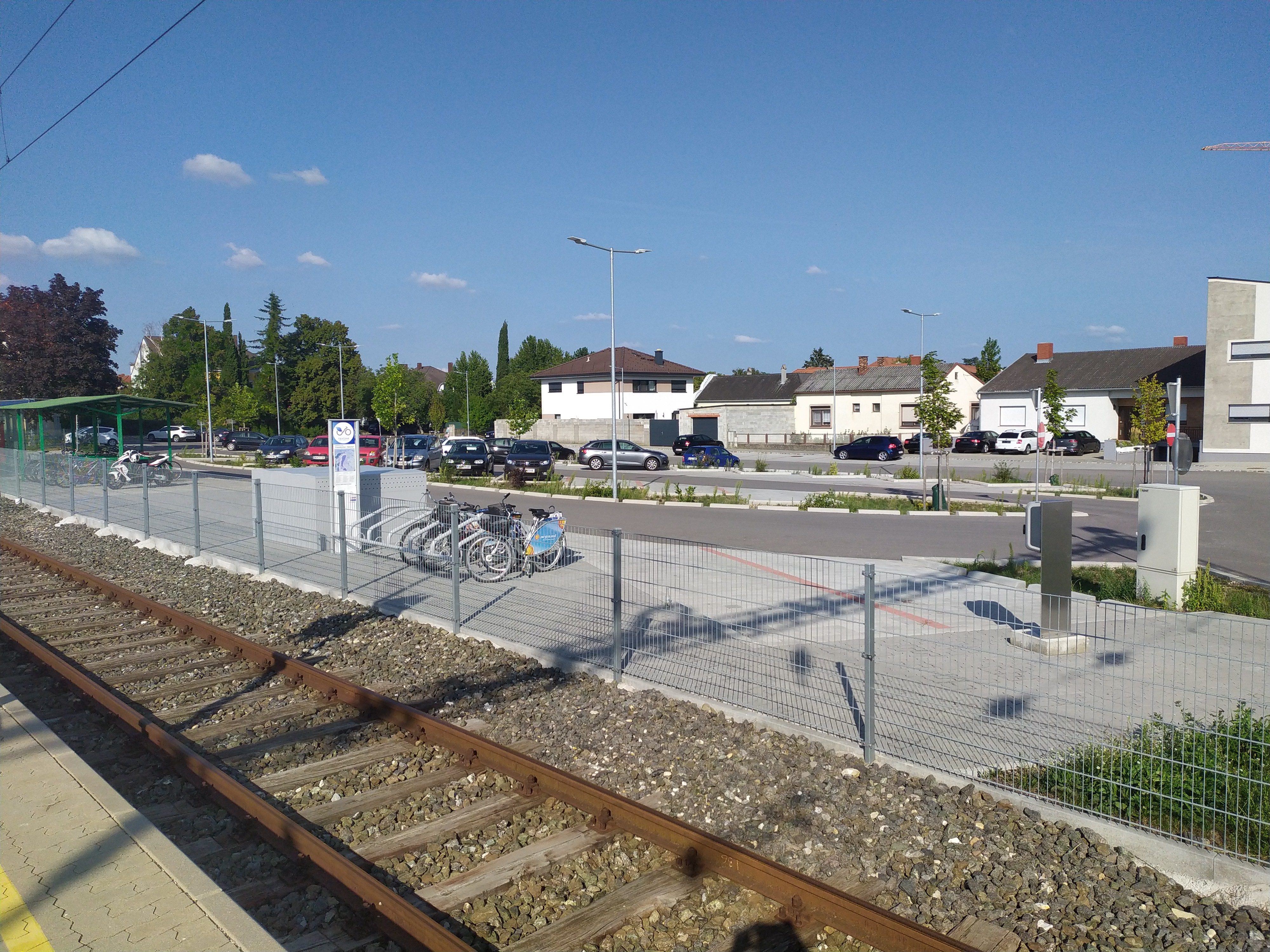
Park&Ride-Anlage und Busbahnhof des Bahnhofs Frauenkirchen (2022)

Der Bahnhof Frauenkirchen liegt an der Neusiedler Seebahn und hat damit eine Anbindung im Stundentakt an Neusiedl am See und Wien, seit 2020 verfügt er über eine asphaltierte Park&Ride-Anlage.
Postbuslinien verkehren in die Nachbarortschaften, die B51 verläuft durch den Ort.

### Ansässige Unternehmen

#### Nahversorgung
Im Norden von Frauenkirchen gibt es ein großes Gewerbegebiet mit zahlreichen Supermärkten, Bekleidungs- und Schreibwarengeschäften. Auch sind drei Tankstellen ansässig. Innenstädtische Geschäftsflächen entlang der Hauptstraße, besonders in der FUZO, sind verstärkt durch die Abwanderung der Geschäfte an den Stadtrand von Leerstand betroffen.

#### Tourismus
Nach Erbohrung einer ergiebigen Thermalquelle wurde die wasserrechtliche Bewilligung für einen Thermenbau erteilt und 2009 die St. Martins Therme & Lodge eröffnet. Seit der Eröffnung der Therme sind auch in der Stadt einige Hotels und Nächtigungsbetriebe entstanden. Auch gibt es einen Alpakahof, bei dem Wanderungen und tiergestützte Therapie angeboten wird.
Frauenkirchen ist Ausgangspunkt für den bis zur Einbindung in den Jakobsweg Österreich in Haslau-Maria Ellend überwiegend im Burgenland verlaufenden Jakobsweg Burgenland. Weiters führt der Ostösterreichische Grenzlandweg durch den Ort.

#### Landwirtschaft
Frauenkirchen ist eine Weinbaugemeinde des Weinbaugebiets „Neusiedler See“. Unter anderem ist das international bekannte Weingut Umathum in Frauenkirchen ansässig. Erich Stekovics baut zahlreiche Tomaten-, Paprika- sowie Chilisorten an, welche in ganz Österreich unter anderem von Spar vertrieben werden.
Das Projekt eines 14 ha großen Gewächshauses für Tomaten in der Gemeinde, für das die Grundstücksumwidmung bereits bewilligt war, wurde von Landeshauptmann Hans Niessl unterstützt, aber von einer Bürgerinitiative mit Erich Stekovics bekämpft. Das Projekt wurde Ende 2016 vom Betreiber aufgegeben.

### Bildung
Frauenkirchen ist Schulstadt mit einer Volks-, einer Haupt- und einer polytechnischen Schule sowie einer Handelsakademie. Außerdem hat die Schule für allgemeine Gesundheits- und Krankenpflege Oberwart einen Standort in Frauenkirchen. Im Erdgeschoß des Volksschulgebäudes ist ein Sonderpädagogisches Zentrum untergebracht.

### Freizeit- und Sportanlagen
Mit der Thermenarena wurde 2017 der seit 1965 bestehende Sportplatz am Bahnhof abgelöst. Sie verfügt über einen Naturrasenfußballplatz nach internationalen Standard, einen kleineren Übungsplatz sowie einen Outdoor-Fitnesspark. Die Schülerwiese mit einer großen Rasenfläche, einem Volleyballplatz und Laufbahnen bietet den Bewohnern der Stadt, sowie den Schülern des Schulzentrums die Möglichkeit der Sportausübung.

### Soziale Infrastruktur
Es gibt ein medizinisches Zentrum mit einer Unfallambulanz, einer Rettungsstelle des Roten Kreuzes unter anderem mit einem Notarzteinsatzfahrzeug, ein Ärztezentrum mit einem Pflegeheim, einer Tagesstätte und einer Wohngemeinschaft. Zudem befindet sich am Standort des vormaligen Gemeindewohnhauses ein Stützpunkt der Volkshilfe sowie 20 Seniorenwohnungen in Bau; diese sollen im Sommer 2022 fertiggestellt werden.

## Politik

### Gemeinderat
Der Gemeinderat umfasst aufgrund der Einwohnerzahl insgesamt 23 Mitglieder.
| Partei          | 2022             | 2022             | 2022             | 2017             | 2017             | 2017             | 2012             | 2012             | 2012             | 2007             | 2007             | 2007             | 2002             | 2002             | 2002             | 1997             | 1997             | 1997             |
| Partei          | Sti.             | %                | M.               | Sti.             | %                | M.               | Sti.             | %                | M.               | Sti.             | %                | M.               | Sti.             | %                | M.               | Sti.             | %                | M.               |
| --------------- | ---------------- | ---------------- | ---------------- | ---------------- | ---------------- | ---------------- | ---------------- | ---------------- | ---------------- | ---------------- | ---------------- | ---------------- | ---------------- | ---------------- | ---------------- | ---------------- | ---------------- | ---------------- |
| SPÖ             | 1048             | 57.68            | 14               | 1006             | 51,09            | 12               | 1079             | 54,03            | 13               | 1158             | 57,58            | 14               | 1196             | 61,71            | 14               | 1.278            | 69,87            | 16               |
| ÖVP             | 728              | 40.07            | 9                | 623              | 31,64            | 7                | 421              | 21,08            | 5                | 528              | 26,26            | 6                | 742              | 38,29            | 9                | 551              | 30,13            | 7                |
| MFG             | 42               | 2.26             | 0                | nicht kandidiert | nicht kandidiert | nicht kandidiert | nicht kandidiert | nicht kandidiert | nicht kandidiert | nicht kandidiert | nicht kandidiert | nicht kandidiert | nicht kandidiert | nicht kandidiert | nicht kandidiert | nicht kandidiert | nicht kandidiert | nicht kandidiert |
| FPÖ             | nicht kandidiert | nicht kandidiert | nicht kandidiert | 91               | 4,62             | 1                | nicht kandidiert | nicht kandidiert | nicht kandidiert | nicht kandidiert | nicht kandidiert | nicht kandidiert | nicht kandidiert | nicht kandidiert | nicht kandidiert | nicht kandidiert | nicht kandidiert | nicht kandidiert |
| NLF             | nicht kandidiert | nicht kandidiert | nicht kandidiert | 249              | 12,65            | 3                | nicht kandidiert | nicht kandidiert | nicht kandidiert | nicht kandidiert | nicht kandidiert | nicht kandidiert | nicht kandidiert | nicht kandidiert | nicht kandidiert | nicht kandidiert | nicht kandidiert | nicht kandidiert |
| NESt            | nicht kandidiert | nicht kandidiert | nicht kandidiert | nicht kandidiert | nicht kandidiert | nicht kandidiert | 497              | 24,89            | 5                | 325              | 16,16            | 3                | nicht kandidiert | nicht kandidiert | nicht kandidiert | nicht kandidiert | nicht kandidiert | nicht kandidiert |
| Wahlberechtigte | 2882             | 2882             | 2882             | 2743             | 2743             | 2743             | 2748             | 2748             | 2748             | 2673             | 2673             | 2673             | 2474             | 2474             | 2474             | 2326             | 2326             | 2326             |
| Wahlbeteiligung | 68,22 %          | 68,22 %          | 68,22 %          | 77,76 %          | 77,76 %          | 77,76 %          | 80,57 %          | 80,57 %          | 80,57 %          | 84,25 %          | 84,25 %          | 84,25 %          | 86,42 %          | 86,42 %          | 86,42 %          | 88,61 %          | 88,61 %          | 88,61 %          |

### Gemeindevorstand
Neben Bürgermeister Hannes Schmid (SPÖ), 1. Vizebürgermeisterin Martina Kettner (ÖVP) und 2. Vizebürgermeister Matthias Jakob Doser (SPÖ), gehören weiters die Stadträte Karin Hild (ÖVP), Helmut Goldenits (ÖVP), René Rommer (SPÖ) und Stefan Würtz (SPÖ) dem Gemeindevorstand an.

### Bürgermeister
Bürgermeister ist seit Oktober 2021 der Schulleiter der ortsansässigen Handelsakademie, Hannes Schmid (SPÖ). Er folgte Josef Ziniel (SPÖ) nach, der 2000 das Amt von Hans Niessl (SPÖ) übernahm. Bei der Bürgermeisterdirektwahl 2017 setzte sich Ziniel mit 52,40 % gegenüber seinen Mitbewerbern Franz Lass (ÖVP, 35,40 %) und Karin Hild (NLF, 12,20 %) durch.
Vizebürgermeisterin ist seit 2022 Martina Kettner (ÖVP).

### Chronik der Bürgermeister
| von       | bis       | Bürgermeister        | Partei, Anmerkung                |
| --------- | --------- | -------------------- | -------------------------------- |
| 1919      |           | Franz Nießl          | Gemeindeverwaltungskommissär     |
| 1922      |           | Michael Stifter      | Gemeindeverwaltungskommissär     |
| 1922      |           | Franz Nießl          | Gemeindeverwaltungskommissär     |
| 1923      |           | Stefan Kettner       | Gemeindeverwaltungskommissär     |
| 1923      | 1927      | Johann Kobor         |                                  |
| 1927      | 1929      | Josef Reiner         | SDAPDÖ                           |
| 1929      | 1931      | Johann Kobor         |                                  |
| 1931      | 1934      | Paul Lagler          | SDAPDÖ                           |
| 1934      | 1938      | Martin Wetschka      | Gemeindeverwaltungskommissär, VF |
| 1938      |           | Johann Birschitzky   | NSDAP                            |
| 1938      | 1945      | Tibor Püspök         | NSDAP                            |
| 1945      | 1954      | Martin Wetschka      | ÖVP                              |
| 1954      | 1958      | Johann Kobor         |                                  |
| 1958      |           | Franz Nießl          | SPÖ                              |
| 1958      | 1972      | Johann Kiss          | SPÖ                              |
| 1972      | 1974      | Martin Wetschka jun. | ÖVP                              |
| 1974      | 1976      | Johann Würz          | SPÖ                              |
| 1976      | 1987      | Jakob Paar           | SPÖ                              |
| 1987      | 2000      | Hans Niessl          | SPÖ                              |
| 2000      | 2021      | Josef Ziniel         | SPÖ                              |
| seit 2021 | seit 2021 | Hannes Schmid        | SPÖ                              |

## Persönlichkeiten
- Hans Niessl, Landeshauptmann des Burgenlandes (2000–2019), war in Frauenkirchen Bürgermeister.
- Bürgermeister Johann Kobor (1882–1958) betrieb in Frauenkirchen ein Gasthaus und ein Kino.
- Geboren in Frauenkirchen sind die Politiker Stefan Kettner (1887–1957) und Martin Wetschka (1888–1971).
- Erich Stekovics gilt mit seinem Anbau von über 3200 verschiedenen Sorten Paradeiser als der „Kaiser der Paradeiser“.[22]
- Josef Umathum erlangte mit seinem Weingut überregionale Anerkennung.
- Isabelle Zwinger ist Landesmeisterin im Voltigieren
- Frauenkirchen ist der Geburtsort des Komponisten Mihály Mosonyi (dt. Michael Brand, 1815–1870).
- Die Malerin und Ordensfrau Elfriede Ettl (1914–2003) ist gebürtig aus Frauenkirchen.
- Der ehemalige Guardian des Wiener Franziskanerklosters (2007–2014) und Geistlicher Assistent des Katholischen Publizistenverbandes Gottfried Wegleitner (1972–2018) wuchs in Frauenkirchen auf.

## Galerie

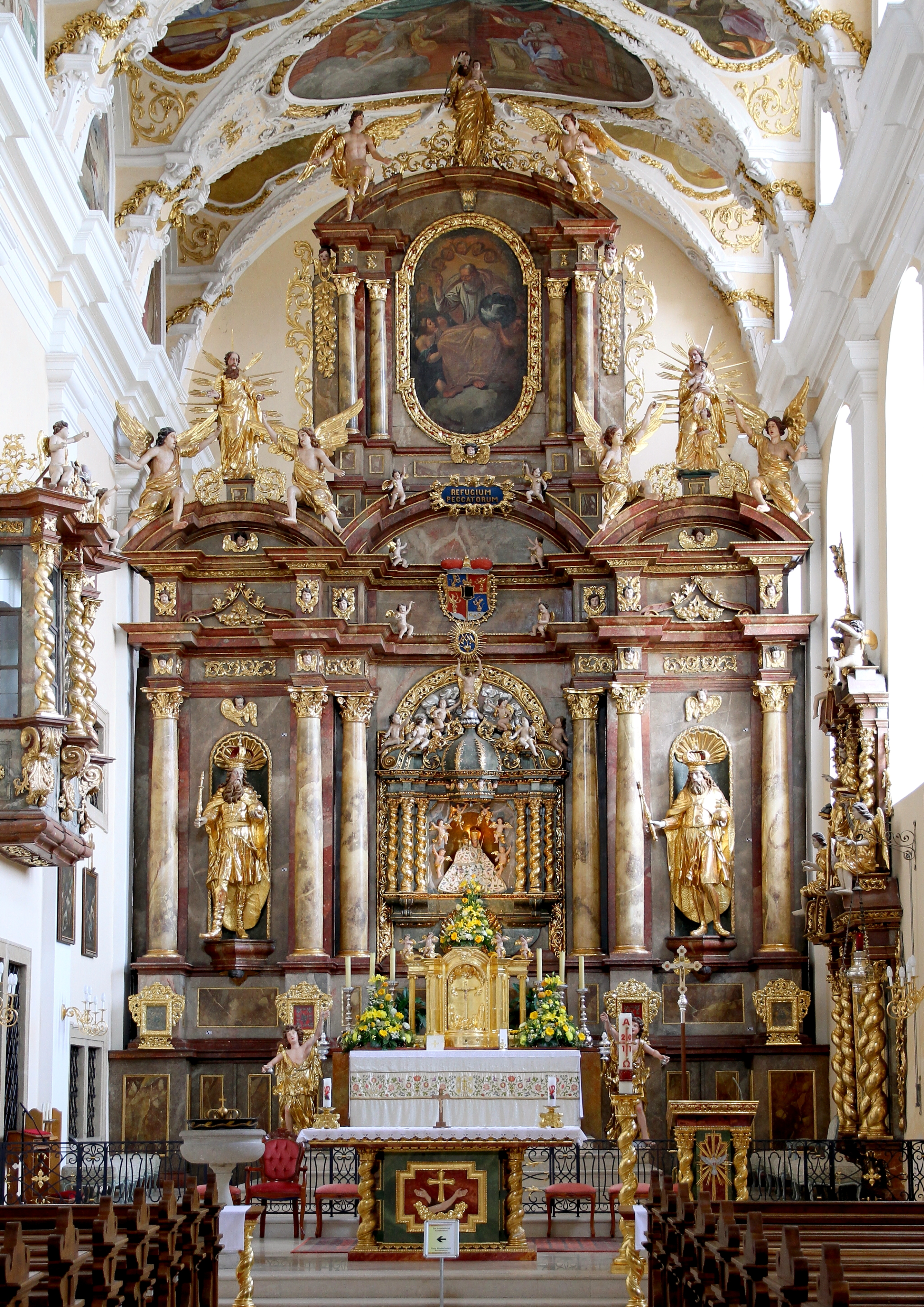
Altarraum der Basilika
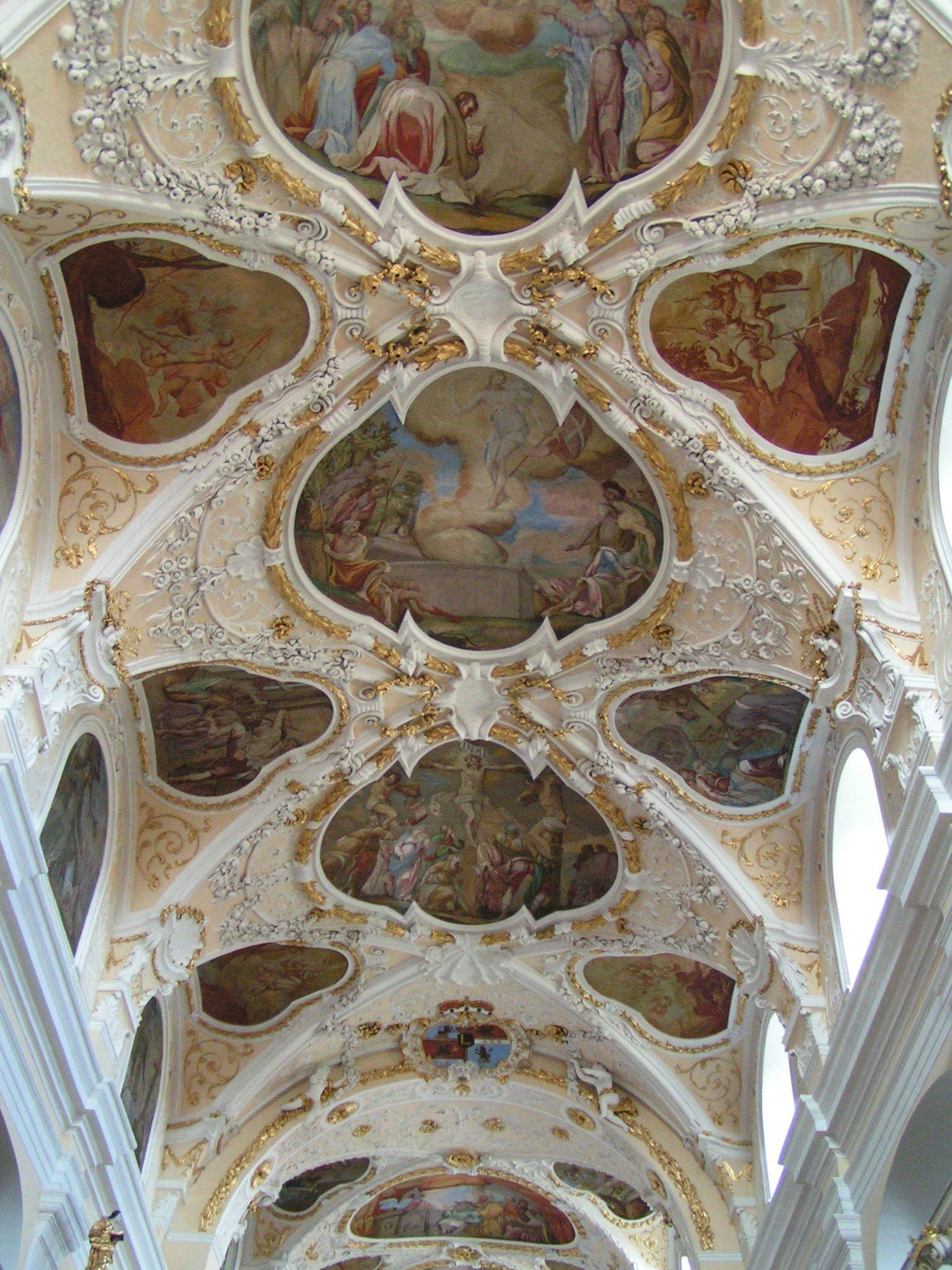
Decke der Basilika
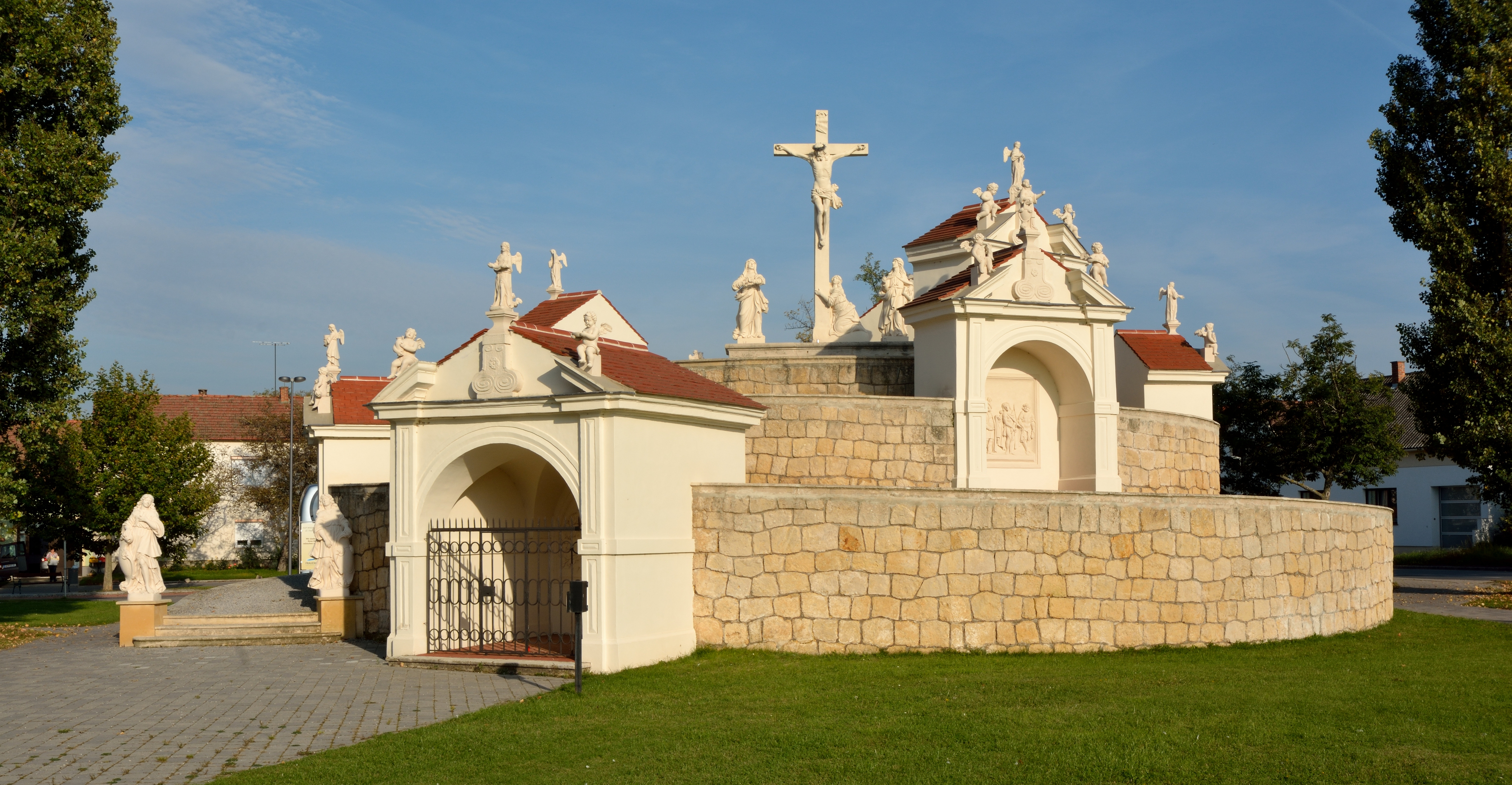
Kalvarienberg
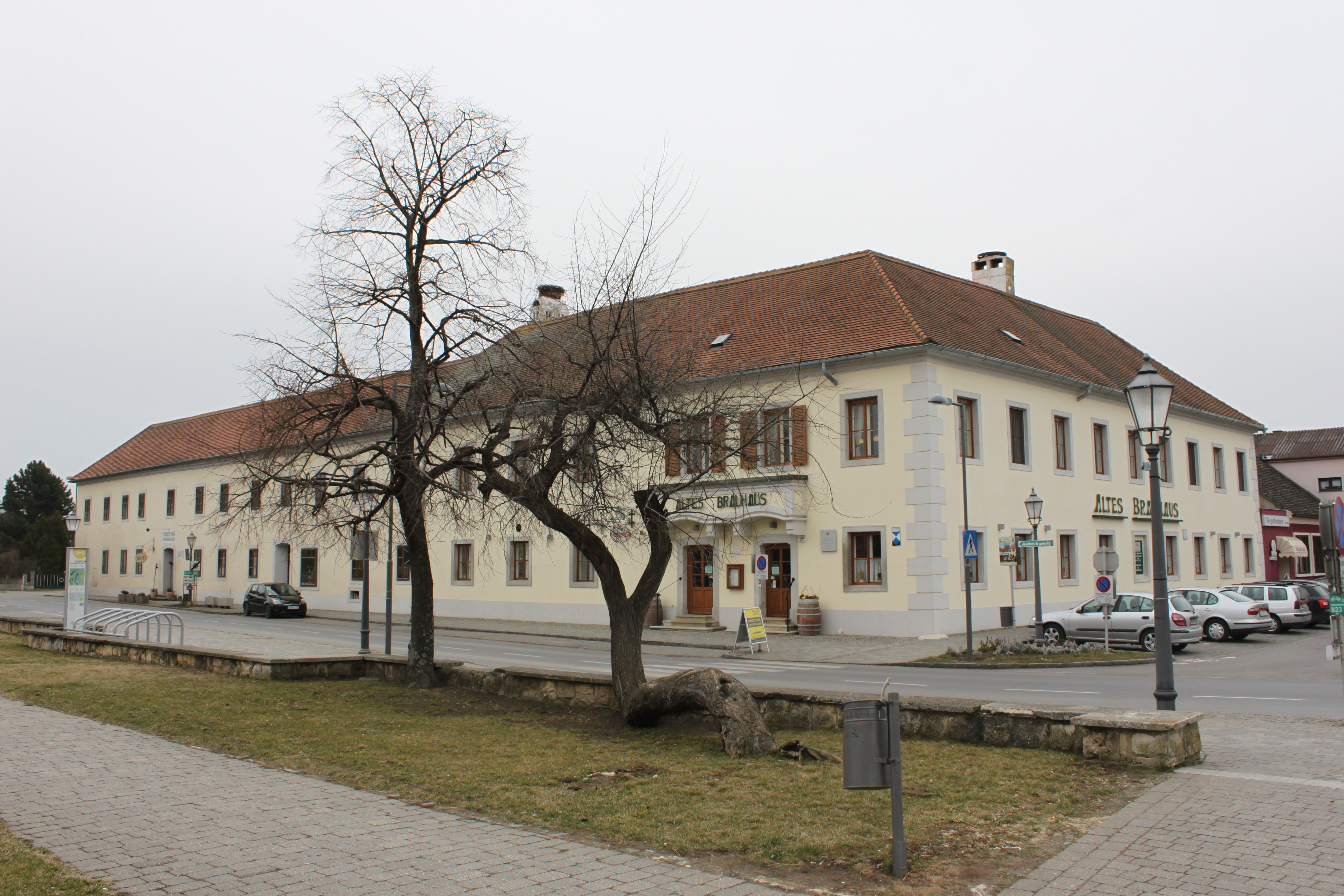
Altes Brauhaus Frauenkirchen